# انتخاب كتلي
الانتخاب الكتلي والاقتراع الكتلي وانتخاب الكتل نظام قائم على الأغلبية العددية يستخدم في الدوائر المتعددة المقاعد، وهو يتيح للناخبين التصويت لعدد من المرشحين يساوي العدد المطلوب انتخابه. يتم فيه انتخاب تكتلات، وليس أفراد.. ولكنه أيضاً يقع تحت تقسيم الانتخاب الفردي لأنه يعتمد قاعدة من يحوز أعلى الأصوات عدداً من التكتلات يعد الفائز بالانتخاب.. وهذا النظام يطبق في الانتخابات التي تكون دوائرها الانتخابية ذات مقاعد متعددة.. وكل ناخب لا يمنح صوته لأكثر من المقاعد المطلوبة، وعادة ليس أقل منها.. ولكل مقعد صوت، أي أن الناخب يصوّت لكل مقعد.. فمثلاً إذا منح الناخب صوته للتكتل (أ) وكان عدد المقاعد في الدائرة هي (7) مقاعد، فيحسب صوت الناخب بذات عدد المقاعد.